# Kartal (Ungarn)
Kartal [ˈkɒrtɒl] ist eine ungarische Großgemeinde im Kreis Aszód im Komitat Pest.

## Geografische Lage
Kartal liegt vier Kilometer nordöstlich der Stadt Aszód. Die Nachbargemeinde Verseg befindet sich sechs nördlich von Kartal.

## Geschichte
Der Name ist aus dem turksprachigen Wort Cortul abgeleitet, das „Adler“ bedeutet. Im 10. Jahrhundert ließ sich das Geschlecht Kurszán-Kartal in diesem Gebiet nieder. Der Kündü Kurszán, der Ahne dieses Geschlechtes, war mit Árpád an der Landnahme beteiligt. Sein Name hat sich bis in die heutige Zeit in diesem Ortsnamen erhalten. Die erste urkundliche Erwähnung stammt aus dem Jahre 1263, in dem der Ort als Kurthol erwähnt wird.
In Kartal wurde am 15. August 1791 István Petrovics, der Vater von Sándor Petőfi geboren.

## Sehenswürdigkeiten
- Römisch-katholische Kirche Szent Erzsébet, erbaut in den 1860er Jahren
  - Das Altarbild der Kirche wurde 1887 von dem Maler Károly Jakobey erschaffen
- Sándor-Petőfi-Büste, erschaffen von Gusztáv Pálfy
- Schloss Podmaniczky (Podmaniczky-kastély), erbaut 1868, im Ortsteil Kiskartal
- Szentháromság-Statue (Szentháromság-szobor), errichtet um 1800 (Spätbarock)
- Weltkriegsdenkmal (I. és II. világháborús emlékmű), erschaffen von Sztefanosz Sztefanu

## Verkehr
Durch Kartal verläuft die Landstraße Nr. 2109. Der nächstgelegene Bahnhof befindet sich in Aszód.

## Bilder

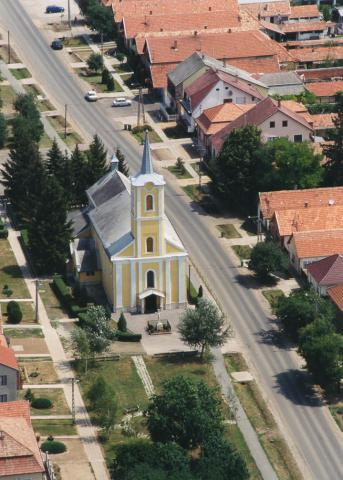
Luftaufnahme
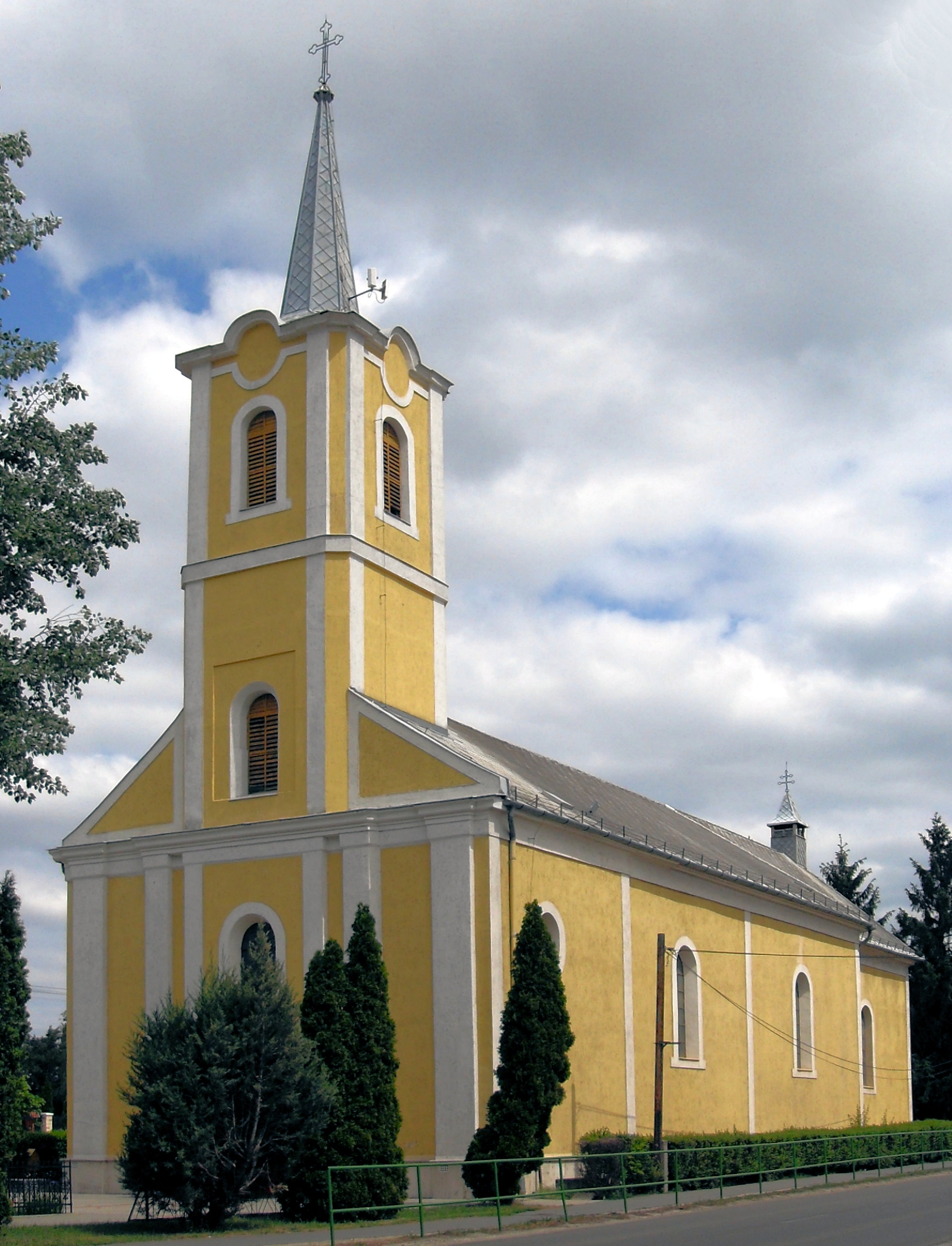
Röm.-kath. Kirche
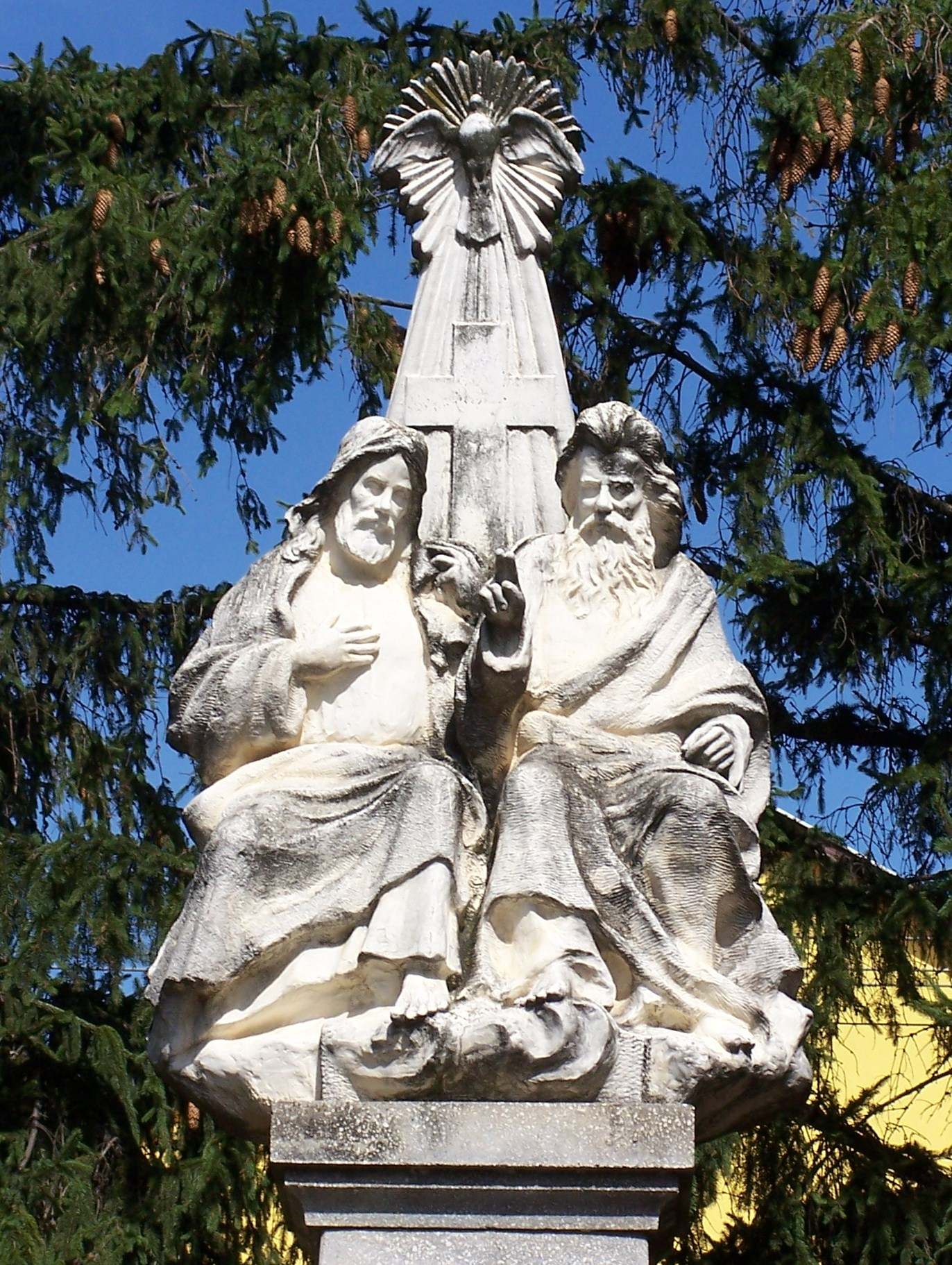
Dreifaltigkeitssäule